# دانيال كار
دانيال كار هو لاعب هوكي الجليد كندي، ولد في 1 نوفمبر 1991 في ألبرتا في كندا.

## وصلات خارجية
- دانيال كار على موقع دوري الهوكي الوطني (الإنجليزية)
- دانيال كار على موقع EliteProspects.com (الإنجليزية)
- دانيال كار على موقع Eurohockey.com (الإنجليزية)
- دانيال كار على موقع HockeyDB.com (الإنجليزية)
- دانيال كار على موقع Hockey-Reference.com (الإنجليزية)